# Günther Buck
Günther Buck (* 13. Februar 1925 in Westheim/Krs. Schwäbisch Hall; † 7. August 1983 in Weilheim an der Teck) war ein deutscher Philosoph und Pädagoge.

## Leben
Günther Buck war Sohn eines Mechanikers. Er erlangte 1943 in Heilbronn im beschleunigten Verfahren die Gymnasialreife („Kriegsabitur“). Anschließend leistete er einen viermonatigen Reichsarbeitsdienst (RAD) ab und wurde danach zum Wehrmachtsdienst als Gefreiter an die Kriegsfront geschickt. Im November 1944 wurde er schwer verwundet, der rechte Unterschenkel wurde amputiert und das Ellenbogengelenk des rechten Arms entfernt, wodurch der Arm verkürzt blieb. Aufgrund seiner Erwerbseinschränkung von 80 % erhielt er Kriegsversehrtenrente, mit der er sein Studium finanzierte.
Von 1946 bis 1950 studierte er an der Universität Heidelberg Philosophie (u. a. bei Karl Jaspers und Hans-Georg Gadamer), Romanistik, Germanistik und Geographie. Nach einem einsemestrigen Studienaufenthalt in Freiburg im Breisgau (u. a. bei Wilhelm Szilasi) schloss er das Studium 1951 mit dem Staatsexamen für das Höhere Lehramt und einer Promotion über Paul Valéry ab. Die Promotion begann er bei Karl Jaspers. Nach dessen Weggang beendete er sie bei Franz Josef Brecht. Ab 1952 wurde Buck zunächst als Aushilfslehrer und Erzieher an einer Oberschule in Korntal (bei Stuttgart) tätig. Nach Ende des Referendariats im April 1955 wechselte er an ein Gymnasium in Heidelberg. Als Gymnasiallehrer arbeitete Günther Buck noch bis 1960.
Im Anschluss an einen Lehrauftrag zur Pädagogik Schleiermachers wurde er im Wintersemester 1960 wissenschaftlicher Assistent bei Hermann Röhrs im Pädagogischen Seminar an der Universität Heidelberg. Im Januar 1964 wechselte er an die Technische Hochschule Stuttgart und wurde wissenschaftlicher Assistent bei Robert Spaemann am Lehrstuhl für Philosophie und Pädagogik. Nach der Veröffentlichung von Lernen und Erfahrung 1967 wurde er im Juli 1968 nach Vorlage der Schrift Herbarts Grundlegung der Pädagogik an der Universität Stuttgart habilitiert. Im Mai 1969 erfolgte die Ernennung zum Wissenschaftlichen Rat als Beamter auf Lebenszeit für die Lehrtätigkeit in der Pädagogik an der Universität Stuttgart. Im Februar 1971 wurde er schließlich auf den neu eingerichteten ordentlichen Lehrstuhl für Pädagogik an der Universität Stuttgart berufen, wo er bis zu seinem Tod am 7. August 1983 lehrte.

## Werk
Günther Buck ist in der Pädagogik zu einem Klassiker avanciert. Die maßgeblich von ihm entwickelte Theorie des Erfahrungslernens hat die hermeneutische und phänomenologische Pädagogik, Bildungstheorie und Allgemeine Erziehungswissenschaft, die Biographieforschung und die qualitative Unterrichtsforschung beeinflusst. Insbesondere die ergänzte 3. Auflage des postum herausgegebenen Werkes „Lernen und Erfahrung“ (1989) und die darin formulierten Theorien von der Negativität im Lernen, der didaktischen Induktion und der Theorie des Beispiels als lernpraktisches und methodologisches Prinzip wurden breit rezipiert. Dieses Werk liegt in einer neu überarbeiteten und aktualisierten Auflage als Band 5 in der Reihe "Phänomenologische Erziehungswissenschaft" vor.
Buck hat eine hermeneutisch-phänomenologische Bestimmung der bildenden Erfahrung vorgelegt. Er hat dazu beigetragen, dass Lernen als ein pädagogischer (und nicht nur psychologischer) Begriff bestimmbar bleibt. Eine wichtige Rolle spielt dabei die Antizipation im Erfahrungsprozess und die Enttäuschung der Antizipation als negatives Moment in der lernenden Erfahrung. Mit Hans-Georg Gadamer und Hegel bestimmt Buck Negation als die „bestimmte Negation“ einer bestimmten Erwartung, die eine Intention durchkreuzt und damit ein diskontinuierliches Moment bzw. Bruch in die Kontinuität der Erfahrung einbringt. Jede Enttäuschung einer Erwartung ist eine bestimmte Enttäuschung bzw. – mit Hegel – eine bestimmte Negation. Mit der negativen Erfahrung als Enttäuschung einer Erwartung in einer Situation wird nicht nur eine Erfahrung über das Erwartete bzw. nicht Erwartete gemacht. Es wird damit vielmehr und vor allem eine Erfahrung über sich selbst gemacht, indem sich der eigene Horizont wandelt. Denn mit einer enttäuschten Erwartung wandeln sich nicht nur weitere künftige Erwartungen, sondern auch bereits „gemachte“ Erfahrungen. Das Lernen aus Erfahrung ist damit zuerst ein Lernen als Erfahrung. Gerade die negative Erfahrung ermöglicht die Änderung alter Erfahrungsbestände und die Öffnung für neue Erfahrungen. Lernen ist damit sowohl auf die Vergangenheit als auch auf die Zukunft bezogen. Durch die negativen Erfahrungen wird eine „Bewusstwerdung“ latenter Horizonte und Erfahrungen möglich. Lernen ist damit im Erfahrensprozess selbst reflexiv, das heißt, auf sich selbst zurückgebeugt (bezogen). Mittels hermeneutischer Verfahren des Verstehens lassen sich die latenten Sinngehalte der lernenden Erfahrung explizieren und damit bewusst machen.

## Schriften
- Das Denken Paul Valérys. Heidelberg 1951 (unveröffentlichte Dissertation)
- Hermeneutik und Bildung. Elemente einer verstehenden Bildungslehre. München 1981
- Rückwege aus der Entfremdung. Studien zur Entwicklung der deutschen humanistischen Bildungsphilosophie. (Kritische Information Erziehung. Bd. 7). München 1984.
- Herbarts Grundlegung der Pädagogik. Heidelberg 1985 [1. Fassung Stuttgart 1968] (Habilitationsschrift) ISBN 3-533-03602-2
- Lernen und Erfahrung – Epagogik. Zum Begriff der didaktischen Induktion. Darmstadt 1989 [1. Auflage Stuttgart 1967, 2. Auflage 1969, 3. erw. Auflage 1989, 5. Auflage 2019]
- Lernen und Erfahrung. Epagoge, Beispiel und Analogie in der pädagogischen Erfahrung. (verbesserte und aktualisierte Neuauflage) Band 5 der Reihe "Phänomenologische Erziehungswissenschaft". Hrsg. von: Brinkmann, Malte. Wiesbaden 2019: Springer VS.

| Personendaten    | Personendaten                    |
| ---------------- | -------------------------------- |
| NAME             | Buck, Günther                    |
| KURZBESCHREIBUNG | deutscher Philosoph und Pädagoge |
| GEBURTSDATUM     | 13. Februar 1925                 |
| GEBURTSORT       | Westheim                         |
| STERBEDATUM      | 7. August 1983                   |
| STERBEORT        | Weilheim an der Teck             |